# Bzovská Lehôtka
Bzovská Lehôtka je obec na středním Slovensku v okrese Zvolen v Banskobystrickém kraji.

## Historie
Vznik obce se předpokládá v 14. století. První písemná zmínka o obci, kterou založili pastýři z Bzovického opatství, pochází až z roku 1524. Obec původně patřila k Hontské stolici, ale roku 1786 byla přičleněná do Zvolenské stolice. V roce 1828 měla 48 domů a 417 obyvatel. Obyvatelé se zabývali i nadále převážně pastevectvím. Roku 1903 během požáru vyhořelo na 40 domů. Mezi lety 1971 až 1980 obec zaznamenala značný úbytek obyvatelstva.

### Název obce
Název obce se v historii několikrát změnil, včetně maďarské verze názvu. Obec se nejdřív jmenovala Lehotka (1524), pak Bzowska Lehota (1786), Bzovská Lehôta (1920) a nakonec Bzovská Lehôtka. Maďarský název byl: Bozóklehotka, Bozóklehota, Bozókszabadi.

## Geografie
Nadmořská výška ve středu obce je 420 m n. m., v katastru obce se pak pohybuje mezi 400 a 626 m n. m. Katastr obce se nachází na severním svahu Krupinské výšiny, kde jsou bukové, dubové a habrové lesy. Obec také leží na jižním okraji Pliešovské kotliny, kde je její území odlesněno.